# أركوين (شمس أباد)
أرکوین (بالفارسية: ارکوین) هي قرية تقع في إيران في مركزي. يقدر عدد سكانها بـ 197 نسمة بحسب إحصاء 2016.